# Trygve Slagsvold Vedum
Trygve Magnus Slagsvold Vedum (født 1. december 1978 i Hamar) er en norsk landmand og politiker (Sp). Han har været leder af Senterpartiet siden foråret 2014 og har siddet i Stortinget fra Hedmark siden efteråret 2005. I Stortingsvalget 2017 var han Senterpartiets første kandidat i Hedmark.
I efteråret 2020 blev Trygve Slagsvold Vedum nævnt som en mulig statsministerkandidat til stortingsvalget 2021 foruden  Jonas Gahr Støre, leder af Arbeiderpartiet, og siddende statsminister Erna Solberg fra Høyre.

## Politisk karriere
Han havde forskellige stillinger i Senterungdommen fra 1993 og var organisationens leder på nationalt plan 2002-2004. Han var også medlem af Hedmark amtsråd 1999-2005. Andre stillinger inkluderer bestyrelsesmedlem i Nei til atomvåpen og Nei til EU 2005-2007.
Han er blevet valgt til Stortinget fra Hedmark siden 2005 og var medlem af Stortingets kommunestyre- og administrationskomité 2005–2008, 1. næstformand for Stortingets sundheds- og plejekomité og 2. næstformand. i Odelstinget 2008–2009 samt parlamentarisk leder og medlem af Stortingets Udenrigs- og Forsvarsudvalg 2009–2012. Vedum var  Landbrugsminister i Jens Stoltenbergs anden regering fra juni 2012 indtil regeringsskiftet efter Stortingvalg i 2013. Fra efteråret 2013 er han medlem af Stortingets finansudvalg.
På det nationale møde i marts 2009 blev han valgt til anden næstformand for Senterpartiet, hvilket han var indtil han blev valgt til partileder i april 2014. Da han blev valgt i en alder af 35 år, blev han Senterpartiets yngste leder nogensinde.